# Муруйский уитотский язык
Муруйский уитотский язык (Bue, Murui Huitoto, Witoto) — индейский язык, на котором говорят на севере реки Какета, на юге реки Колумбия, на севере Амазонки (между реками Икитос, Летисия и Перу); на реках Ампияку, Напо, Путумайо на северо-востоке Перу, а также на реках Карапарана, Летисия, Путумайо на юго-западе Колумбии.
Примерно 1000 перуанцев используют муруйский уитотский в письменной и устной формой. Язык имеет официальный статус и используется в школах, а также в церквях. Там нет одноязычных в Перу: носители, которые также не используют другой язык.
Язык имеет 1900 говорящих на юго-западе Колумбии, где он имеет более высокую социальную пользу и положение.
Раньше на этом языке говорили в Бразилии, в настоящее время он вымерший.

## Некоторые фразы
- Itɨo — общее приветствие
- Jɨ, itɨcuè — ответ на Itio
- Nɨe isoìdo? — Как дела?
- Nɨgacɨno? — Как дела?
- Jɨ, nana mare — ответ на Nigacino
- Nu isoìde? — Как дела?
- Marena ite — ответ на Nu isoìde
- Bitɨ? — приветствие к человеку, который пришёл (Вы пришли?)
- Bitɨcuè — ответ на Biti (Я пришёл)
- Jai bituo — приветствие к человеку, который пришёл
- Jai bitɨcuè — желанное приветствие к человеку, который пришёл